# Artjomowski
Artjomowski (russisch Артёмовский) ist eine Stadt in der Oblast Swerdlowsk (Russland) mit 33.160 Einwohnern (Stand 14. Oktober 2010).

## Geografie
Die Stadt liegt im Westen des Westsibirischen Tieflandes, etwa 120 km nordöstlich der Oblasthauptstadt Jekaterinburg unweit der Mündung des Flüsschens Bobrowka (von russisch bobr für Biber, siehe Stadtwappen) in den Irbit im Flusssystem des Ob.
Artjomowski ist Zentrum eines gleichnamigen Stadtkreises.
Bei der Station Jegorschino der Stadt Artjomowski kreuzen sich die Eisenbahnstrecken Jekaterinburg – Tawda (eröffnet 1916) und Bogdanowitsch – Alapajewsk (eröffnet 1918, später weiter bis Serow).

## Geschichte
An der Stelle der heutigen Stadt entstand 1665 das Dorf Jegorschino. In seiner Nähe wurde 1871 ein Steinkohlenvorkommen entdeckt, dessen Abbau gegen Ende des Jahrhunderts begann. Die zugehörige Bergarbeitersiedlung erhielt später, bereits in der sowjetischen Periode, den Namen imeni Artjoma nach dem Revolutionär Fjodor Sergejew (genannt „Artjom“).
1938 wurden Dorf und Siedlung vereinigt und erhielten unter dem heutigen Namen Stadtrecht.

### Bevölkerungsentwicklung
| Jahr | Einwohner |
| ---- | --------- |
| 1939 | 17.884    |
| 1959 | 34.775    |
| 1970 | 37.740    |
| 1979 | 39.192    |
| 1989 | 41.247    |
| 2002 | 34.980    |
| 2010 | 33.160    |

Anmerkung: Volkszählungsdaten

## Kultur und Sehenswürdigkeiten

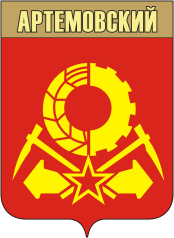
Sowjetisches Stadtwappen (1967)

Die Stadt besitzt ein Historisches Museum.
Im ehemaligen Wärmekraftwerk Jegorschino (russisch Егоршинская ГРЭС/Jegorschinskaja GRES) wurde ein Museum der Energetik eingerichtet. Das Kraftwerk hatte 1923 nach dem GOELRO-Plan – als erstes im Uralgebiet – den Betrieb aufgenommen und wurde 2003 stillgelegt.
15 Kilometer von Artjowowski entfernt liegt am linken Ufer des Irbit der 10 Meter hohe Felsen Pissany kamen (Beschriebener Stein) mit prähistorischen Felszeichnungen.

## Wirtschaft
Neben der Steinkohlenförderung gibt es eine Maschinenfabrik, ein Werk für Radioelektronik, Bau- und Holzwirtschaft sowie Lebensmittelindustrie, basierend auf den Erzeugnissen des die Stadt umgebenden Landwirtschaftsgebietes.

## Söhne und Töchter der Stadt
- Jelena Melnikowa-Tschepikowa (* 1971), Biathletin